# Золотой петух (премия)
«Золотой петух» (кит. трад. 金雞, упр. 金鸡, пиньинь Jīn Jī, палл. цзинь цзи) — национальная премия Китайской Народной Республики за достижения в кинематографе.

## История
Кинопремия учреждена в 1981 году (год Петуха) Всекитайской ассоциацией работников литературы и искусства и Китайской киноассоциацией. В отличие от «братской» премии «Сто цветов», награждение которой основывается на народном голосовании, лауреатов данной премии в примерно 20 номинациях определяет жюри в составе наиболее авторитетных деятелей китайского кино — режиссёров, критиков и педагогов.
До 2005 года премия вручалась ежегодно, в настоящее время — только в нечётные годы (чередуясь со «Ста цветами», с которыми «делит» общий ежегодный всекитайский кинофестиваль).
Символом кинопремии является стилизованное скульптурное изображение золотого петуха со сложенными крыльями и поднятой вверх головой.

## Лауреаты

### 1981
- Лучший художественный фильм — «Легенда горы Тяньюньшань» и «Вечерний дождь»
- Лучший режиссёр — Се Цзинь за фильм «Легенда горы Тяньюньшань»
- Лучший актёр — премия не присуждалась
- Лучшая актриса — Чжан Юй за фильмы «Вечерний дождь» и «Любовь на горе Лушань»

### 1982
- Лучший художественный фильм — «Соседи»
- Лучший режиссёр — Чэн Инь за фильм «Сианьский инцидент»
- Лучший актёр — Чжан Янь за фильм «Смех в деревне Юэлян»
- Лучшая актриса — Ли Сюмин за фильм «Сюй Мао и его дочери»

### 1983
- Лучший художественный фильм — «Люди среднего возраста» и «Рикша»
- Лучший режиссёр — У Игун за фильм «Истории южного Пекина»
- Лучший актёр — премия не присуждалась
- Лучшая актриса — Пань Хун за фильм «Люди среднего возраста» и Сыцинь Гаова за фильм «Рикша»

### 1984
- Лучший художественный фильм — «Родной диалект»
- Лучший режиссёр — Тан Сяодань за фильм «Ляо Чжун-кай»
- Лучший актёр — Дун Синцзи за фильм «Ляо Чжун-кай» и Ян Цзайбао за фильм «Кровь всегда горяча»
- Лучшая актриса — Гун Сюэ за фильм «Под мостом»

### 1985
- Лучший художественный фильм — «Девушка в красном»
- Лучший режиссёр — Лин Цзыфэн за фильм «Пограничный городок»
- Лучший актёр — Люй Сяохэ за фильм «Венки под высокой горой»
- Лучшая актриса — Ли Лин за фильм «Девушка с горы Хуаншань»

### 1986
- Лучший художественный фильм — «Дикие горы»
- Лучший режиссёр — Янь Сюэшу за фильм «Дикие горы»
- Лучший актёр — Лю Цзыфэн за фильм «Инцидент с «чёрной пушкой»»
- Лучшая актриса — Юэ Хун за фильм «Дикие горы»

### 1987
- Лучший художественный фильм — «В долине лотосов» и «Доктор Сунь Ятсен»
- Лучший режиссёр — Дин Иньнань за фильм «Доктор Сунь Ятсен»
- Лучший актёр — Лю Вэньчжи за фильм «Доктор Сунь Ятсен»
- Лучшая актриса — Лю Сяоцин за фильм «В долине лотосов»

### 1988
- Лучший художественный фильм — «Красный гаолян» и «Старый колодец»
- Лучший режиссёр — У Тяньмин за фильм «Старый колодец»
- Лучший актёр — Чжан Имоу за фильм «Старый колодец»
- Лучшая актриса — Пань Хун за фильм «Колодец»
- Лучший композитор — Чжао Цзипин за фильм «Красный гаолян»

### 1989
- Лучший художественный фильм — премия не присуждалась
- Лучший режиссёр — У Цзыню за фильмы «Вечерний звон», «Счастливые герои» и «Мёртвые и живые»
- Лучший актёр — Тао Цзежу за фильмы «Вечерний звон», «Счастливые герои» и «Мёртвые и живые» и Се Юань за фильмы «Король шахмат» и «Большие проблемы»
- Лучшая актриса — Сюй Шоули за фильмы «Счастливые герои» и «Мёртвые и живые»

### 1990
- Лучший художественный фильм — «Основание государства»
- Лучший режиссёр — Ли Цянькуань и Сяо Гуйюнь за фильм «Основание государства» и Се Тели и Чжао Юнь за фильм «Сон в красном тереме»
- Лучший актёр — Лу Ци за фильм «Восстание в Байсэ»
- Лучшая актриса — премия не присуждалась

### 1991
- Лучший художественный фильм — «Цзяо Юйлу»
- Лучший режиссёр — премия не присуждалась
- Лучший актёр — Ли Сюэцзянь за фильм «Цзяо Юйлу»
- Лучшая актриса — Си Мэйцзюань за фильм «Другая женщина с настоящей любовью»

### 1992
- Лучший художественный фильм — «Решающая битва»
- Лучший режиссёр — Сунь Чжоу за фильм «Струны сердца» и коллектив режиссёров фильма «Решающая битва»
- Лучший актёр — Ван Течэн за фильм «Чжоу Эньлай»
- Лучшая актриса — Сун Сяоин за фильм «Улыбка при свечах»

### 1993
- Лучший художественный фильм — «Цю Цзюй обращается в суд»
- Лучший режиссёр — Ся Ган за фильм «После разлуки»
- Лучший актёр — Ге Ю за фильм «После разлуки»
- Лучшая актриса — Гун Ли за фильм «Цю Цзюй обращается в суд»

### 1994
- Лучший художественный фильм — «Деревенские учителя»
- Лучший режиссёр — Хэ Пин за фильм «Красный фейерверк, зелёный фейерверк»
- Лучший актёр — Ли Баотянь за фильм «Деревенские учителя»
- Лучшая актриса — Пань Хун за фильм «Шанхайская лихорадка»

### 1995
- Лучший художественный фильм — «Обвиняемый дядя Шанган»
- Лучший режиссёр — Хуан Цзяньсинь и Ян Ячжоу за фильм «Спиной к спине, лицом к лицу»
- Лучший актёр — Ли Жэньтан за фильм «Обвиняемый дядя Шанган»
- Лучшая актриса — Ай Лия за фильм «Эрмо»

### 1996
- Лучший художественный фильм — «Красная вишня»
- Лучший режиссёр — У Тяньмин за фильм «Король масок»
- Лучший актёр — Гао Мин за фильм «Кун Фаньсэнь»
- Лучшая актриса — Сун Чуньли за фильм «Девять благовоний»

### 1997
- Лучший художественный фильм — «Опиумная война»
- Лучший режиссёр — Вэй Лянь за фильм «Большой переход»
- Лучший актёр — Лю Пэйци за фильм «Дни без Лэй Фэна»
- Лучшая актриса — Юй Хуэй за фильм «Си Лянь»

### 1998
- Лучший художественный фильм — «Жить в мире»
- Лучший режиссёр — Ху Бинлю за фильм «Жить в мире»
- Лучший актёр — Фэн Гун за фильм «Похитить счастье»
- Лучшая актриса — Тао Хун за фильм «Чёрные глаза»

### 1999
- Лучший художественный фильм — «Почтальоны в горах»
- Лучший режиссёр — Чжан Имоу за фильм «Ни одним меньше»
- Лучший актёр — Тэн Жуцзюнь за фильм «Почтальоны в горах»
- Лучшая актриса — Нин Цзин за фильм «Печаль над Жёлтой рекой»

### 2000
- Лучший художественный фильм — «Роковое решение», «Дорога домой» и «Рёв вдоль горизонта»
- Лучший режиссёр — Чжан Имоу за фильм «Дорога домой» и Чэнь Госин за фильм «Рёв вдоль горизонта»
- Лучший актёр — Чэнь Даомин за фильм «Мой 1919»
- Лучшая актриса — Гун Ли за фильм «Красивая мама»

### 2001
- Лучший художественный фильм — «Мао Цзэдун в 1925»
- Лучший режиссёр — Хо Цзяньци за фильм «Любовь к грусти»
- Лучший актёр — Гэ Чжицзюнь за фильм «Конвой»
- Лучшая актриса — Сун Чуньли за фильм «Быть с тобой всегда»

### 2002
- Лучший художественный фильм — «Красивые большие ноги» и «Из Амазонки»
- Лучший режиссёр — Чэнь Кайгэ за фильм «Вместе» и Ян Ячжоу за фильм «Красивые большие ноги»
- Лучший актёр — Нин Цай за фильм «Степь небесная»
- Лучшая актриса — Тао Хун за роль в фильме «Шоу жизни» и Ни Пин за роль в фильме «Красивые большие ноги»

### 2003
- Лучший художественный фильм — «Девушка Нуань» и «Бушующие волны»
- Лучший режиссёр — Чжан Имоу за фильм «Герой»
- Лучший актёр — Ся Юй за фильм «Свидание с милиционером»
- Лучшая актриса — Юй Нань за фильм «История Эрмэй» («Пробуждение после зимней спячки»)

### 2004
- Лучший художественный фильм — «Шанхайская история»
- Лучший режиссёр — Пэн Сяолянь за фильм «Шанхайская история»
- Лучший актёр — Лю Е за фильм «Листва»
- Лучшая актриса — Чжэн Чжэньяо за фильм «Шанхайская история» и Чжан Цзыи за фильм «Жасминовые женщины»

### 2005
- Лучший художественный фильм — «В горах Тайханшань» и «Кукушили: Горный патруль»
- Лучший режиссёр — Ма Ливэнь за фильм «Ты и я»
- Лучший актёр — Джеки Чан за фильм «Новая полицейская история»
- Лучшая актриса — Цзинь Яцинь за фильм «Ты и я»

### 2007
- Лучший художественный фильм — «Узел» (2006)
- Лучший режиссёр — Инь Ли за фильм «Узел» (2006) и Ци Цзянь за фильм «Лесной рейнджер» (2006)
- Лучший актёр — Фу Далун за фильм «Лесной рейнджер» (2006)
- Лучшая актриса — Карина Лау за фильм «Любопытство губит кошку» (2006) и Янь Бинянь за фильм «Зубы любви» (2006)

### 2009
- Лучший художественный фильм — «Во имя чести» (2007) и «Мэй Ланьфан» (2008)
- Лучший режиссёр — Фэн Сяоган за фильм «Во имя чести» (2007)
- Лучший актёр — У Ган за фильм «Железный человек» (2009)
- Лучшая актриса — Чжоу Сюнь за фильм «Уравнение любви и смерти» (2008) и Цзян Вэньли за фильм «И наступает весна» (2007)

### 2011
- Лучший художественный фильм — «Шэньчжоу-11» (2011)
- Лучший режиссёр — Чэнь Ли за фильм «Любовь на Галерейном мосту» (2011)
- Лучший актёр — Сунь Чунь за фильм «Цю Си» (2009)
- Лучшая актриса — Нажень Хуа за фильм «Мать» (2010)

### 2013
- Лучший художественный фильм — «История Чжоу Эньлая» (2013) и «Китайский партнёр» (2013)
- Лучший режиссёр — Питер Чан за фильм «Китайский партнёр» (2013)
- Лучший актёр — Чжан Голи за фильм «Вспоминая 1942» (2012) и Хуан Сяомин за фильм «Китайский партнёр» (2013)
- Лучшая актриса — Сун Цзя за фильм «Сяо Хун» (2013)

### 2015
- Лучший художественный фильм — «Тотем волка» (2015)
- Лучший режиссёр — Цуй Харк за фильм «Захват горы тигра» (2014)
- Лучший актёр — Чжан Ханьюй за фильм «Захват горы тигра» (2014)
- Лучшая актриса — Бадэма за фильм «Норджима» (2014)

### 2017
- Лучший художественный фильм — «Операция Меконг» (2016)
- Лучший режиссёр — Фэн Сяоган за фильм «Я не Пан Цзиньлян» (2016)
- Лучший актёр — Дэн Чао за фильм «Tупик» (2015)
- Лучшая актриса — Фань Бинбин за фильм «Я не Пан Цзиньлян» (2016)

### 2019
- Лучший художественный фильм — «Блуждающая Земля» (2019)
- Лучший режиссёр — Данте Лам за фильм «Операция в Красном море» (2018)
- Лучший актёр — Ван Цзинчунь за фильм «Прощай, сын мой» (2019)
- Лучшая актриса — Юн Мэй за фильм «Прощай, сын мой» (2019)

### 2020
- Лучший художественный фильм — «Прыжок» (2020)
- Лучший режиссёр — Ван Жуй за фильм «Под облаками» (2019)
- Лучший актёр — Хуан Сяомин за фильм «Самые смелые» (2019)
- Лучшая актриса — Чжоу Дунюй за фильм «Лучшие дни» (2019)

### 2021
- Лучший художественный фильм — «Смотритель острова» (2021)
- Лучший режиссёр — Чжан Имоу за фильм «Над обрывом» (2021)
- Лучший актёр — Чжан И за фильм «Над обрывом» (2021)
- Лучшая актриса — Чжан Сяофэй за фильм «Привет, мам» (2021)